# Zeven wonderen van Colombia
De Zeven wonderen van Colombia (2007) was een initiatief van het Colombiaanse dagblad El Tiempo. De krant vroeg de lezers om kenmerkende gebouwen en locaties te nomineren en te stemmen op door de mens gemaakte structuren waarvan de historische waarde speciale erkenning zou moeten verdienen.

## El Tiempo's Zeven wonderen van Colombia
| Afbeelding | Winnaar                                        | Locatie                      | Departement  | Aantal stemmen |
| ---------- | ---------------------------------------------- | ---------------------------- | ------------ | -------------- |
|            | De Zoutkathedraal                              | Zipaquirá                    | Cundinamarca | 6,654          |
|            | Las Lajas-basiliek                             | Ipiales                      | Nariño       | 5,057          |
|            | San Agustín: Archeologisch park                | San Agustin                  | Huila        | 4,680          |
|            | Militaire Architectuur van Cartagena de Indias | Cartagena                    | Bolívar      | 4,389          |
|            | Ciudad Perdida                                 | Sierra Nevada de Santa Marta | Magdalena    | 4,373          |
|            | Tierradentro (cultuur)                         | Inza                         | Cauca        | 2,787          |
|            | Teatro Colón                                   | Bogota                       | Bogotá D.C.  | 2,785          |